# Ægte lemurer
Ægte lemurer (Lemuridae) er en familie af halvaber, der er hjemmehørende på Madagaskar og Comorerne. De ægte lemurer er en af fem familier blandt lemurerne og omfatter godt 20 nulevende arter. Man mente tidligere at de var forfædre til aberne, men det er ikke tilfældet.

## Beskrivelse
De ægte lemurer er mellemstore, trælevende primater, der varierer i størrelse fra 32 til 56 cm fraregnet halen. De vejer fra 0,7 til 5 kg. Halen er lang og busket, og pelsen er blød og ulden med varierende farver. Bagbenene er en smule længere end forbenene og de bevæger sig udelukkende på fire ben, modsat væsellemurerne. De fleste arter er meget adrætte og springer ofte adskillige meter fra træ til træ. De har en god lugtesans og et binokulært syn, men modsat de fleste andre lemurer mangler alle arter på nær kattalemuren det såkaldte tapetum lucidum, der er et reflekterende lag bagest i øjet, der forbedrer nattesynet. De ægte lemurer er planteædere, der lever af frugter, blade og i nogle tilfælde nektar. De fleste arter har tandformlen: 2.1.3.32.1.3.3, det vil sige i hver kæbehalvdel findes 2 fortænder, 1 hjørnetand, 3 forkindtænder og 3 bagkindtænder.

## Adfærd
Hos de fleste ægte lemurer føder moren en eller to unger efter en drægtighedsperiode på 120 til 140 dage, afhængigt af arten. Kun varier (Varecia) har kuld på to til seks unger. Ægte lemurer er generelt sociale dyr, der lever i grupper på op til 30 individer. I nogle tilfælde, som hos kattalemuren, er gruppen længerevarende med tydelige dominanshierarkier, mens gruppen i andre tilfælde, som hos brun lemur, skifter medlemmer fra dag til dag og er uden tydelig social struktur.

## Klassifikation
Familien af ægte lemurer, Lemuridae, omfatter cirka 21 nulevende arter fordelt på fem slægter.
FAMILY LEMURIDAE
- Slægt Lemur
  - Kattalemur, Lemur catta
- Slægt Eulemur
  - Brun lemur, Eulemur fulvus
  - Eulemur sanfordi
  - Hvidhovedet brun lemur, Eulemur albifrons
  - Rødpandet brun lemur, Eulemur rufus
  - Eulemur rufifrons
  - Eulemur collaris
  - Eulemur cinereiceps
  - Sort lemur, Eulemur macaco
  - Eulemur flavifrons
  - Kronelemur, Eulemur coronatus
  - Rødbuget lemur, Eulemur rubriventer
  - Mangustmaki (mangustlemur), Eulemur mongoz
- Slægt Varecia
  - Sort-hvid vari, Varecia variegata
  - Rød vari, Varecia rubra
- Slægt Hapalemur (halvmakier, bambuslemurer)
  - Grå lemur,Hapalemur griseus
  - Hapalemur meridionalis
  - Hapalemur occidentalis
  - Bandro, Hapalemur alaotrensis
  - Gylden lemur, Hapalemur aureus
- Slægt Prolemur
  - Brednæset lemur, Prolemur simus